# Italaque
Italaque ist eine Ortschaft im Departamento La Paz im südamerikanischen Anden-Staat Bolivien.

## Lage im Nahraum
Italaque ist zentraler Ort des Kanton Italaque im MunicipioMocomoco in der Provinz Eliodoro Camacho. Die Ortschaft liegt auf einer Höhe von 3538 m in den südlichen Ausläufern der Cordillera Apolobamba, fünfzehn Kilometer nordöstlich vom Titicaca-See.

## Geographie
Italaque liegt auf dem bolivianischen Altiplano am westlichen Rand der Cordillera Real. Das Klima der Region ist ein typisches Tageszeitenklima, bei dem die mittlere Temperaturschwankung im Tagesverlauf deutlicher ausfällt als im Ablauf der Jahreszeiten.
Die Jahresdurchschnittstemperatur der Region liegt bei 8 °C (siehe Klimadiagramm Puerto Acosta),  die Monatsdurchschnittstemperaturen schwanken nur unwesentlich zwischen 5 °C im Juli und 10 °C im Dezember. Der Jahresniederschlag beträgt etwa 750 mm, die Monatsniederschläge liegen zwischen unter 10 mm in den Monaten Juni und Juli und über 100 mm von Dezember bis März.

## Verkehrsnetz
Italaque liegt in einer Entfernung von 200 Straßenkilometern nordwestlich von La Paz, der Hauptstadt des gleichnamigen Departamentos.
Von La Paz führt die Nationalstraße Ruta 2 über El Alto in nordwestlicher Richtung 30 Kilometer bis Huarina, von dort die Ruta 16 über Achacachi und Puerto Carabuco nach Escoma nahe der Mündung des Río Suches in den Titicacasee. In Escoma biegt sie nach Norden ab und erreicht nach 33 Kilometern Italaque.

## Bevölkerung
Die Einwohnerzahl der Ortschaft ist in den vergangenen beiden Jahrzehnten um etwa ein Drittel angestiegen:
| Jahr | Einwohner | Quelle       |
| ---- | --------- | ------------ |
| 1992 | 269       | Volkszählung |
| 2001 | 248       | Volkszählung |
| 2012 | 346       | Volkszählung |
| 2024 |           | Volkszählung |

Die Bevölkerung der Region gehört vor allem dem indigenen Volk der Aymara an, 97,0 Prozent der Einwohner sprechen die Aymara-Sprache.